# Hollersbach im Pinzgau
Hollersbach im Pinzgau ist eine österreichische Gemeinde im Bezirk Zell am See (Pinzgau), Salzburger Land mit 1253 Einwohnern (Stand 1. Jänner 2024). Sie liegt in der Region Oberpinzgau, etwa 4,5 km von deren Hauptort Mittersill, sowie 32 km von der Bezirkshauptstadt Zell am See entfernt und gehört mit dem südlichen Teil des Hollersbachtales zu den Nationalparkgemeinden Hohe Tauern.

## Geografie
Das Ortszentrum von Hollersbach liegt auf einer Seehöhe von 806 Metern am Eingang des Hollersbachtals, am rechten – südlichen, schattseitigen – Ufer der Salzach. Der namensgebende Hollersbach, in den Hohen Tauern entspringend, mündet kurz nach dem Ortszentrum, nördlich der Gerlosstraße, in die Salzach. Mit 77 km² gehört Hollersbach flächenmäßig zu den mittelgroßen Gemeinden des Bezirks Zell am See.

### Gemeindegliederung
Das Gemeindegebiet umfasst folgende sieben Ortschaften (in Klammern Einwohnerzahl Stand 1. Jänner 2024):
- Arndorf (0)
- Grubing (183)
- Hollersbach im Pinzgau (480) samt Hollersbach und Hollersbachtal
- Jochberg (119)
- Lämmerbichl (42)
- Reitlehen (421) samt Schattberg
- Rettenbach (8)

Die Gemeinde besteht aus den beiden Katastralgemeinden Hollersbach und Jochberg.
1936 wurden im Zuge der Vereinigung von Mittersill-Markt und -Land einige Gebiete von Arndorf, Rettenbach, Lämmerbichl und Jochberg an Hollersbach abgetreten.
Von 1939 bis 1945, als nach dem Anschluss allerorten in Österreich Großgemeinden konstruiert wurden, war Hollersbach komplett nach Mittersill eingemeindet.
Als Hollersbach nach dem Zweiten Weltkrieg wieder eine eigene Gemeinde wurde, wurden die Grenzen neu gezogen.
Die Gemeinde Hollersbach verfügt über ein Standesamt und führt die Staatsbürgerschaftsevidenz für das gesamte Gemeindegebiet.
Hollersbach war bis 2002 Teil des Gerichtsbezirks Mittersill und gehört seit 2003 zum Gerichtsbezirk Zell am See.
Gemeinsam mit acht anderen Oberpinzgauer Gemeinden bildet Hollersbach den Regionalverband Oberpinzgau.
Die Gemeinde ist, gemeinsam mit den anderen Oberpinzgauer Gemeinden bis Krimml, Teil des Reinhalteverbandes Oberpinzgau West, welcher die Infrastruktur betreffend Kanalisation und ordnungsgemäßer Entsorgung der Abwässer aus der Region verantwortet.
Der Wahlsprengel Hollersbach zählt bei Wahlen zum Österreichischen Nationalrat (Österreich) zum Regionalwahlkreis Lungau/Pinzgau/Pongau (5c), sowie zum Landeswahlkreis Salzburg. Bei den Salzburger Landtagswahlen zum Landtagswahlkreis Zell am See (6).

### Nachbargemeinden
|                       | ∗                                           |            |
| Bramberg am Wildkogel | Kompassrose, die auf Nachbargemeinden zeigt | Mittersill |
|                       | Matrei in Osttirol (Bez. Lienz, Tir.)       |            |

∗ Jochberg (Bez. Kitzbühel, Tirol) grenzt nicht direkt an, da das Gemeindegebiet von Mittersill dazwischen liegt

## Geschichte
Erstmals urkundlich erwähnt wurde Hollersbach im Jahr 1160. Die neuromanische Pfarrkirche St. Vitus stammt erst aus dem Jahr 1893, die Vorgängerkirche aus dem 14. Jahrhundert wurde vorher abgerissen.

### Herkunft des Namens
Laut Lahnsteiner ist der Ortsname auf die sich am Ausgang des Tales zahlreich zu findenden Holundersträucher zurückzuführen, die für diesen Zufluss zur Salzach und damit den Ort namensgebend wurden.

## Politik

Gemeindeamt

### Gemeinderat
| Gemeinderatswahl 2024Wahlbeteiligung: 84,2 % 50403020100 48,3 % (+3,7 %p)42,0 % (−5,5 %p)9,8 % (+1,9 %p) MFHÖVPFPÖ20192024 |

Die Gemeindevertretung hat insgesamt 13 Mitglieder.
- Mit den Gemeindevertretungs- und Bürgermeisterwahlen in Salzburg 2004 hatte die Gemeindevertretung folgende Verteilung: 8 ÖVP, und 5 SPÖ.
- Mit den Gemeindevertretungs- und Bürgermeisterwahlen in Salzburg 2009 hatte die Gemeindevertretung folgende Verteilung: 7 ÖVP, 4 SPÖ, und 2 FPÖ.[7]
- Mit den Gemeindevertretungs- und Bürgermeisterwahlen in Salzburg 2014 hatte die Gemeindevertretung folgende Verteilung: 8 ÖVP, 4 SPÖ, und 1 FPÖ.[8]
- Mit den Gemeindevertretungs- und Bürgermeisterwahlen in Salzburg 2019 hatte die Gemeindevertretung folgende Verteilung: 6 ÖVP, 6 MFH – Miteinander für Hollersbach, und 1 FPÖ.[9]
- Mit den Gemeindevertretungs- und Bürgermeisterwahlen in Salzburg 2024 hat die Gemeindevertretung folgende Verteilung: 6 MFH – Miteinander für Hollersbach, 6 ÖVP und 1 FPÖ.[10]

### Bürgermeister
- 1955–1979 Johann Hochwimmer (ÖVP)[11]
- 1979–1994 Anton Kaserer (ÖVP)[12]
- 1994–2009 Wolfgang Zingerle (ÖVP)[13]
- 2009–2024 Günter Steiner (ÖVP)[14]
- seit 2024 Sieglinde Islitzer-Lerch (ÖVP)[15]

### Wappen
Das Wappen der Gemeinde ist: „Schrägrechts durch eine halbe und drei ganze Spitzen Rot vor Silber geteilt und darin rechts unten und links oben eine farbverwechselte golden besamte Holunderblüte.“
Das Wappen ist redend: der Holunder (im österr.-südbair. Raum auch Holler) am (mäandernden) Bach.

### Gemeindepartnerschaften
- La Gacilly (Bretagne)[16]

## Kultur und Sehenswürdigkeiten

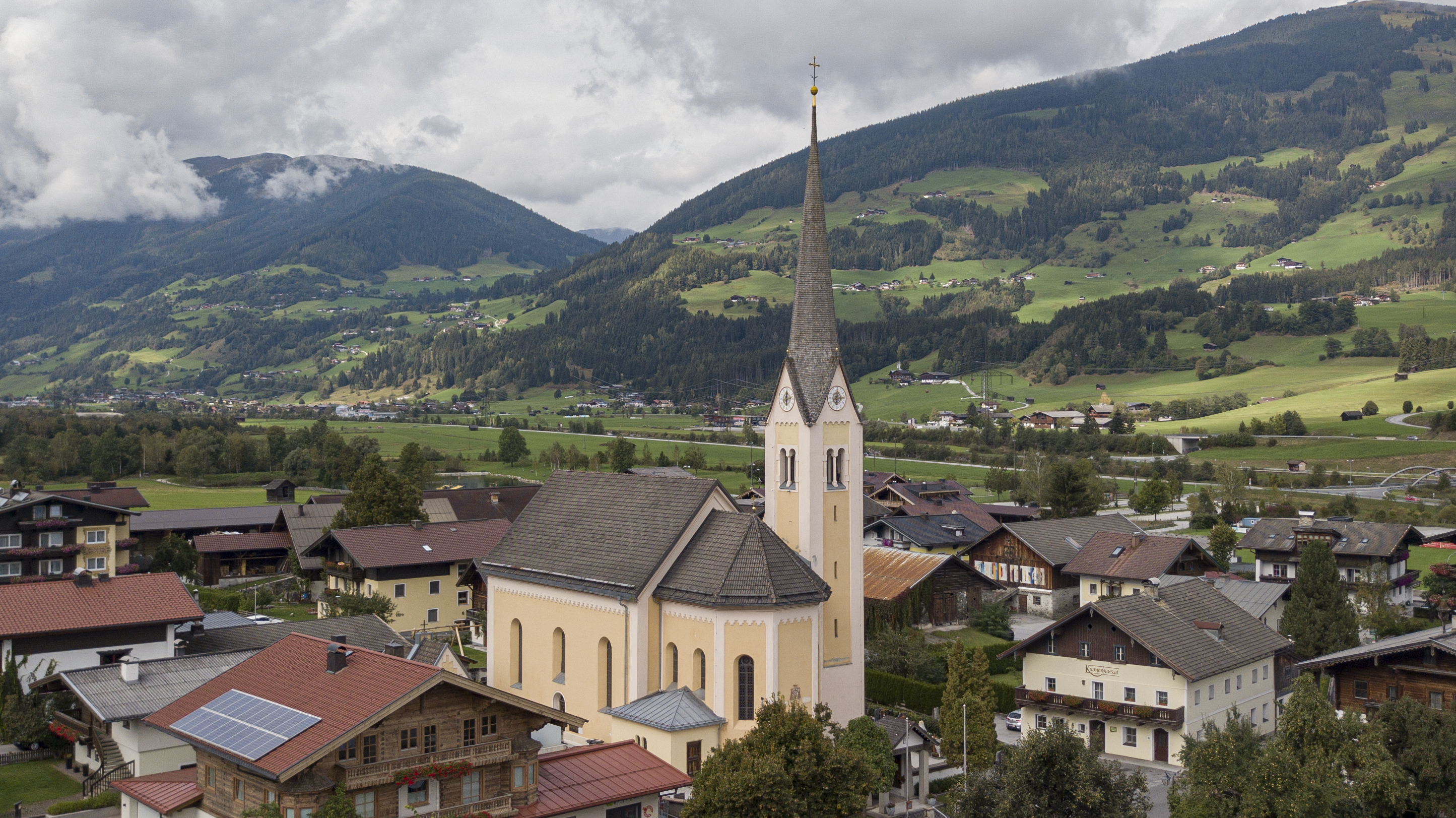
Pfarrkirche Hollersbach

- Katholische Pfarrkirche Hollersbach hl. Vitus: Die 1892 erbaute Pfarrkirche ist mit neuromanischer Ausstattung eingerichtet. Der schlanke Turm ist mit Spitzhelm versehen und wurde erst 1900 fertig gestellt. Im Kirchturm läuten vier Glocken der Glockengießerei Hamm & Hartner aus Grödig bei Salzburg.
- Klausnerhaus: seit 1350 urkundlich belegt. Das Klausnerhaus ist ein typischer Pinzgauer Bauernhof mit Bruchsteinmauer und hölzernem Ober- und Dachgeschoß. Zurzeit beherbergt das Klausnerhaus das Postamt mit Lottoannahmestelle, Touristeninformation und einen Geschenkeshop, ORF-Nationalparkstudio, eine Infostelle des Nationalparks sowie ein Seminarzentrum und eine Heilkräuterausstellung[17] – das Heilwissen der Pinzgauerinnen wurde 2010 zum immateriellen UNESCO-Welterbe erklärt.
- Panoramabahn: 2004/2005 wurde in Hollersbach eine Zubringergondel zum Skigebiet der Bergbahn AG Kitzbühel am Pass Thurn gebaut.
- Kunsthalle Kramerstall: Die Kunsthalle Kramerstall befindet sich im Zentrum von Hollersbach und dient dem Kulturverein Hollersbach als Heimstätte für die Internationalen Hollersbacher Malerwochen.[18] Es befinden sich 3 Ateliers unterschiedlicher Größe in diesem Objekt, welche während des Jahres als Mietatelier von interessierten Künstlern gemietet werden können.

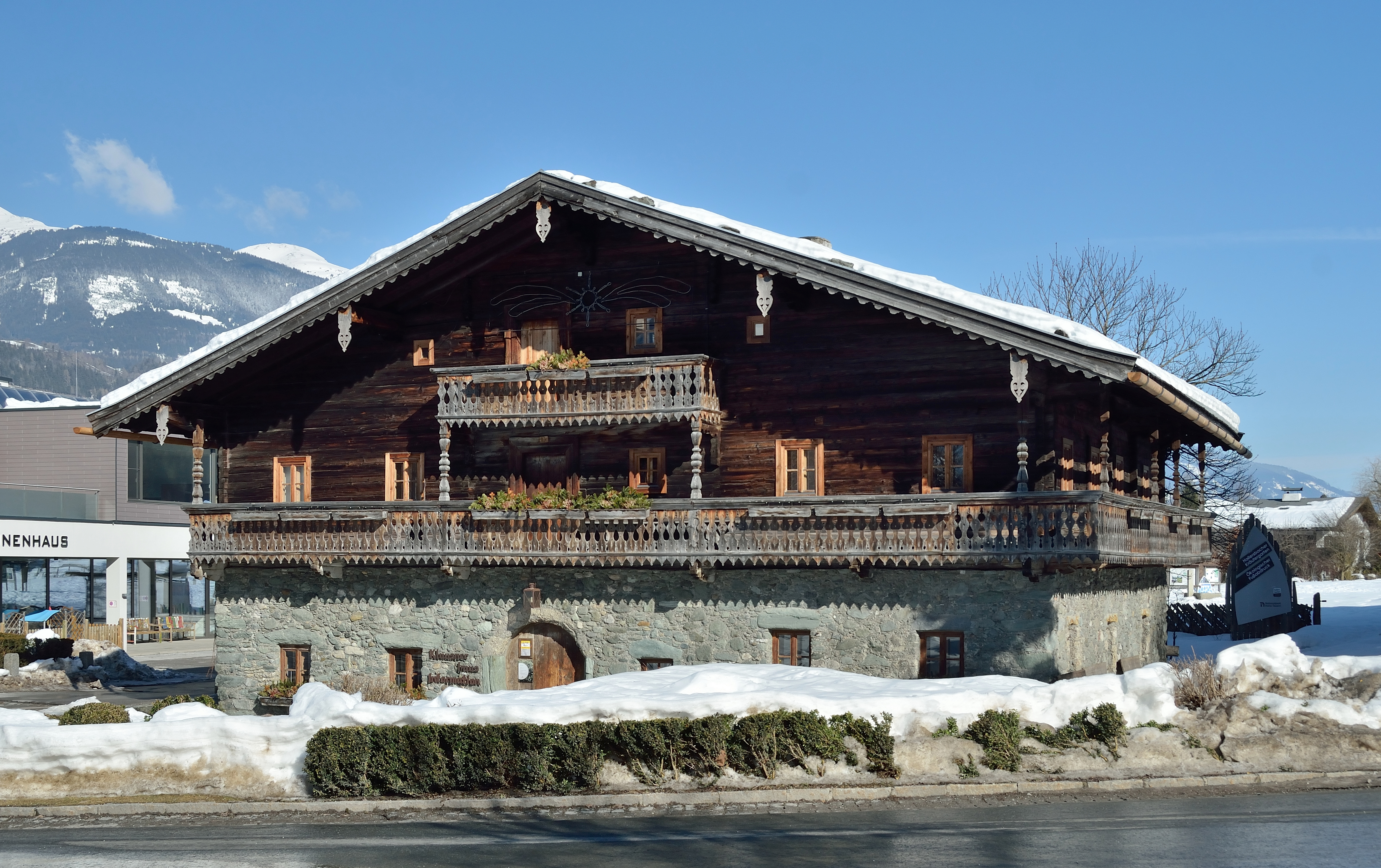
Klausnerhaus
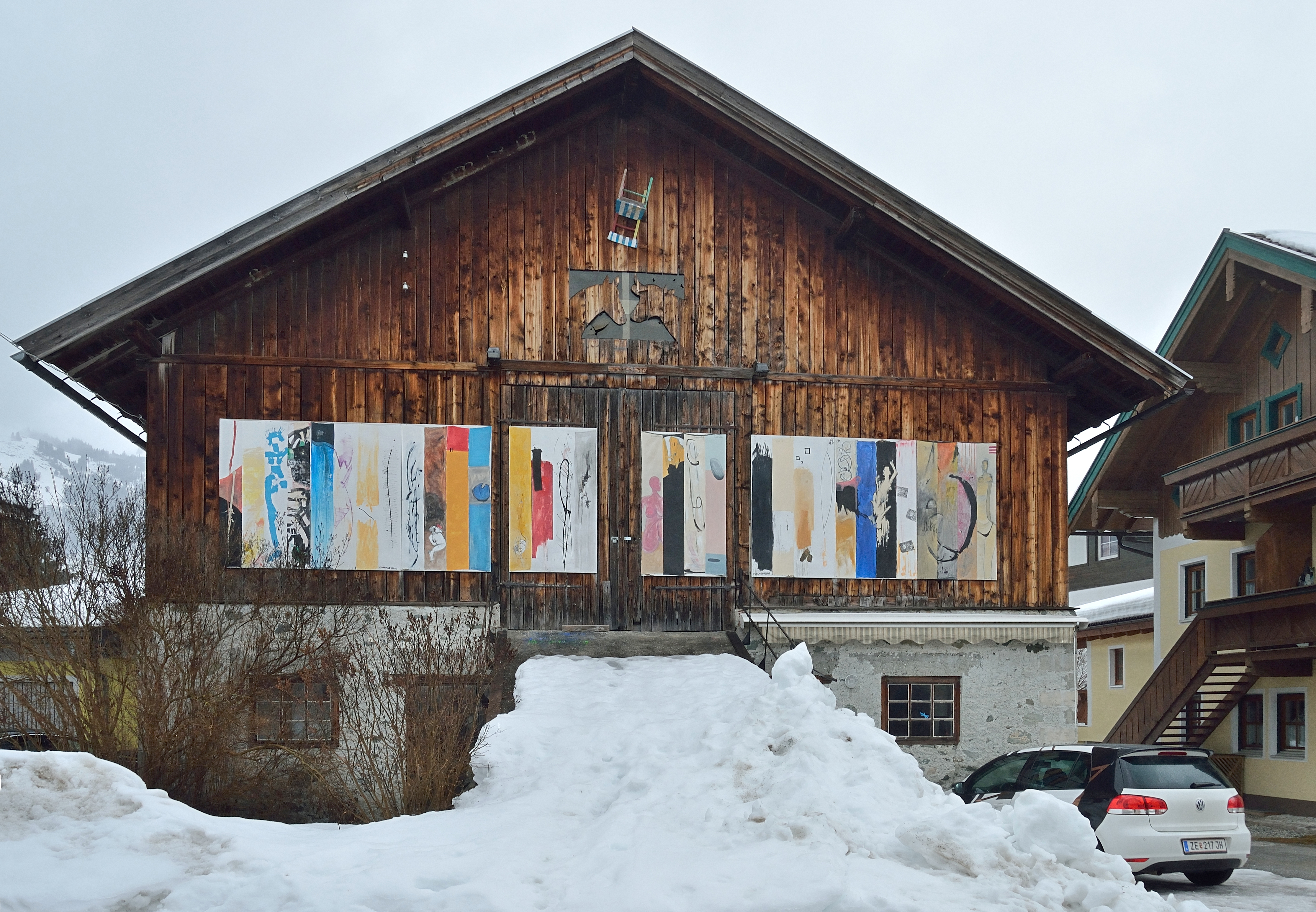
Kramerstall

### Vereine
- Trachtenmusikkapelle[19]
- Freiwillige Feuerwehr Hollersbach
- USV Hollersbach
- Bibliothek Hollersbach

## Wirtschaft und Infrastruktur

### Wirtschaftssektoren
| Hollersbach hat einen starken Produktionssektor. Im Jahr 2011 waren in der Landwirtschaft fünf Prozent der Erwerbstätigen beschäftigt, über sechzig Prozent im Produktionssektor und ein Drittel mit Dienstleistungen. Im Produktionssektor waren siebzig Prozent im Baugewerbe und ein Viertel im Bergbau tätig. Im Dienstleistungssektor waren Beherbergung und Gastronomie und der Verkehr die größten Arbeitgeber. | Hier fehlt eine Grafik, die leider im Moment aus technischen Gründen nicht angezeigt werden kann. Wir arbeiten daran! |

### Bildung
Die Gemeinde Hollersbach betreibt einen Gemeindekindergarten und verfügt über eine Volksschule.